# Louis Monneron
Jean Louis Monneron, conocido como Monneron des Mortiers, nacido en  Annonay el 12 de septiembre de 1742 y murió en Senegal el 30 de noviembre de 1805, fue comerciante, armador, banquero y político francés, diputado a la Asamblea Constituyente de 1789.

## Biografía
En 1789, representó a las Indias Orientales en los Estados Generales de 1789 (diputado de Pondicherry). Fue elegido diputado a la Asamblea Nacional el 13 de marzo de 1789 y permaneció así hasta su disolución el 30 de septiembre de 1791.